# Paterno (prefeito urbano)
Paterno (em latim: Paternus) foi um oficial romano do século III, ativo durante o reinado do imperador Galiano (r. 253–268). Nada se sabe sobre ele, exceto que exerceu a função de prefeito urbano de Roma entre 264-266. Talvez pode ser identificado com o cônsul homônimo, com Aspásio Paterno e/ou com outro homônimo descrito numa inscrição fragmentada como cônsul ordinário, homem dos epulões, curador da via Ápia, procônsul da Ásia/África e prefeito urbano.